# Marek Kania
Marek Kania, född 2 april 1999 i Warszawa, är en polsk skridskoåkare.

## Karriär
I januari 2024 tog Kania guld tillsammans med Piotr Michalski och Damian Żurek i lagsprint vid EM i Heerenveen. Han tog även brons på 500 meter.

## Personliga rekord
| Distans      | Tid      | Datum           | Plats                                                 |
| ------------ | -------- | --------------- | ----------------------------------------------------- |
| 500 meter    | 34,12    | 26 januari 2025 | Olympic Oval, Calgary                                 |
| 1 000 meter  | 1.07,67  | 25 januari 2025 | Olympic Oval, Calgary                                 |
| 1 500 meter  | 1.52,41  | 22 oktober 2023 | Max Aicher Arena, Inzell                              |
| 3 000 meter  | 4.05,80  | 3 mars 2018     | Max Aicher Arena, Inzell                              |
| 5 000 meter  | 7.23,51  | 3 mars 2019     | Arena Lodowa Tomaszów Mazowiecki, Tomaszów Mazowiecki |
| 10 000 meter | 16.04,90 | 17 mars 2019    | Arena Lodowa Tomaszów Mazowiecki, Tomaszów Mazowiecki |